# Fehérváry Magda
Fehérváry Magda (Fehérváryné Nagy Magda; Nádszeg, 1954. augusztus 6.) néprajzkutató.

## Élete
1973-ban érettségizett a komáromi magyar gimnáziumban. 1973-1978 között az Eötvös Loránd Tudományegyetem néprajz–történelem szakán tanult és szerzett oklevelet.
1978-1983 között a komáromi Állami Járási Levéltár, 1983-1991 között a komáromi Duna Menti Múzeum néprajz-muzeológus munkatársa. 1991-től a magyarországi komáromi Szakmunkásképző és Szakközépiskola tanára.
1990-1997 között a (Cseh)Szlovákiai Magyar Néprajzi Társaság alelnöke.
Elsősorban gazdaságnéprajzzal foglalkozik. Fontosak a Komárom környéki néphittel és népszokásokkal kapcsolatos dolgozatai is.

## Művei
- 1985 Herman Ottó komáromi kapcsolatairól. Honismeret 13
- 1986 A komáromi múzeum 100 éve. Új Mindenes Gyűjtemény 5. Pozsony. (összeáll., tszerk. Ratimorsky Piroska, Trugly Sándor)
- 1987 A komáromi járás tájházai. Komárom Megyei Néprajzi Füzetek 2, 113-115.
- 1988 Parasztgazdaság a XX. sz. első felében. Gútai példa. Budapest.
- 1990 Egy néphitelem (szemverés) emlékei a csicsói néphagyományban. In: Új mindenes gyűjtemény 9.
- 1992 Gúta hagyományos gazdálkodása a 20. sz. első felében. Komárom. (szerk.)